# گمینا تمبارک
گمینا تمبارک (به لهستانی:  Gmina Tymbark) یک گمینا در لهستان است که در شهرستان لیمانووا واقع شده‌است. گمینا تمبارک ۳۲٫۷ کیلومتر مربع مساحت و ۶٬۲۴۳ نفر جمعیت دارد.